# Innlandet
La contea di Innlandet (Innlandet fylke in norvegese) è una contea norvegese situata nella zona centrale del paese. Confina con le contee di Buskerud e Akershus a sud, Vestland e Møre og Romsdal a ovest, Trøndelag a Nord e con la Svezia ad est. È stata istituita nel 2020 unendo le contee di Hedmark e Oppland. Il capoluogo è Hamar.
I centri abitati maggiori sono Brumunddal, Hamar, Gjøvik e Lillehammer.

## Comuni della contea di Innlandet
La contea di Innlandet è suddivisa in 46 comuni (kommuner):
- Alvdal
- Dovre
- Eidskog
- Elverum
- Engerdal
- Etnedal
- Folldal
- Gausdal
- Gjøvik
- Gran
- Grue
- Hamar
- Kongsvinger
- Lesja
- Lillehammer
- Lom
- Løten
- Nord-Aurdal
- Nord-Fron
- Nord-Odal
- Nordre Land
- Os
- Rendalen
- Ringebu
- Ringsaker
- Sel
- Skjåk
- Stange
- Stor-Elvdal
- Søndre Land
- Sør-Aurdal
- Sør-Fron
- Sør-Odal
- Tolga
- Trysil
- Tynset
- Vang
- Vestre Slidre
- Vestre Toten
- Våler
- Vågå
- Østre Toten
- Øyer
- Øystre Slidre
- Åmot
- Åsnes